# يان كريستيانسون
يان كريستيانسون (بالإنجليزية: Ian Christianson)‏ هو لاعب كرة قدم أمريكي، ولد في 6 مارس 1991 في سيدار رابيدز في الولايات المتحدة. لعب مع نيويورك ريد بولز.

## وصلات خارجية
- يان كريستيانسون على موقع الدوري الأمريكي (الإنجليزية)
- يان كريستيانسون على موقع قاعدة بيانات كرة القدم.إي يو (الإنجليزية)